# Аззедін Духа
Аззедін Духа (араб. عز الدين دوخة, нар. 5 серпня 1986, Шеттія) — алжирський футболіст, воротар клубу «УСМ Ель Хараш» та національної збірної Алжиру.

## Клубна кар'єра
Народився 5 серпня 1986 року. Вихованець футбольної школи клубу «АСО Шлеф». Дорослу футбольну кар'єру розпочав 2004 року в основній команді того ж клубу, в якій провів два сезони, взявши участь лише у 2 матчах чемпіонату. 
Своєю грою за цю команду привернув увагу представників тренерського штабу клубу «Беджая», до складу якого приєднався 2006 року. Відіграв за Відіграв за наступні два сезони своєї ігрової кар'єри.
2008 року уклав контракт з клубом «МК Алжир», у складі якого провів наступний рік своєї кар'єри гравця. 
До складу клубу «УСМ Ель Хараш» приєднався 2009 року. Відтоді встиг відіграти за команду з Алжира 68 матчів в національному чемпіонаті.

## Виступи за збірну
2011 року дебютував в офіційних матчах у складі національної збірної Алжиру. Наразі провів у формі головної команди країни 13 матчів.
У складі збірної був учасником Кубка африканських націй 2013 року у ПАР, а за два роки брав участь у Кубку африканських націй 2015, щоправда на обох турнірах був лише резервним воротарем алжирців.
2019 року поїхав на тогорічний Кубок африканських націй, який завершився перемогою його команди, утім й тут Духа був одним із запасних голкіперів, резервістом Раїса М'Болі.

## Титули і досягнення
- Володар Кубка африканських націй (1): 2019